# Oxford (Ohio)

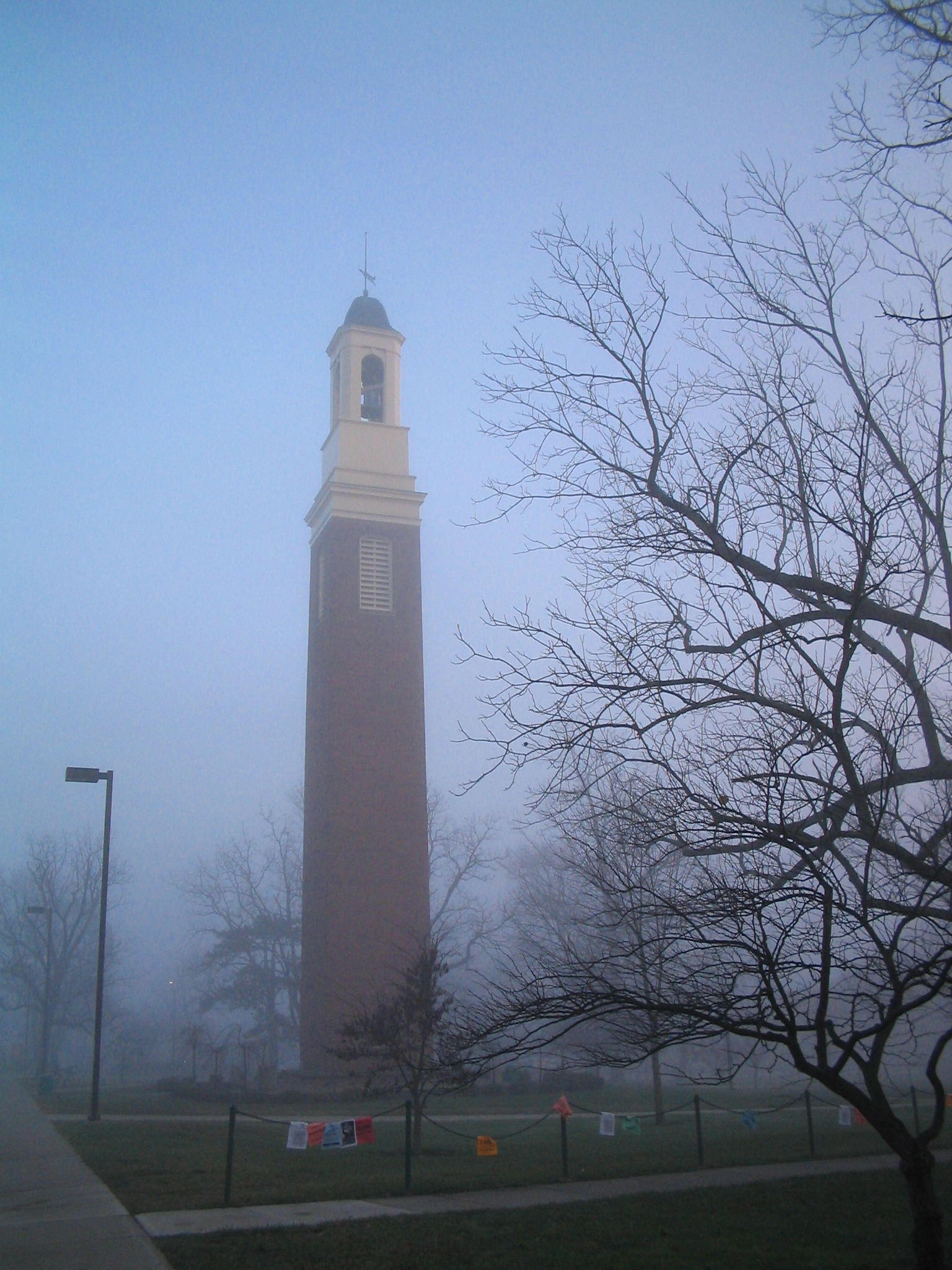
Beta Bell Tower, der Glockenturm der Miami University

Oxford ist eine City im nordwestlichen Butler County, Ohio, Vereinigte Staaten. Das U.S. Census Bureau ermittelte bei der Volkszählung 2020 eine Einwohnerzahl von 23.035.
Diese Hochschulstadt wurde als Sitz der Miami University gegründet.

## Geographie
Oxford liegt im südwestlichen Teil des Bundesstaates Ohio. Die Stadt entstand im Oxford Township, ursprünglich College Township genannt.
Oxford liegt an der U.S. Route 27, der Ohio State Route 732 und der Ohio State Route 73. Oxford wurde 1962 zur unabhängigen Gemeinde und 1971 zur City.

## Geschichte
Das „College Township“ war ein ganzes bei der Vermessung des Landes abgeteiltes Township (Vereinigte Staaten) von sechs Meilen (zirka 9,7 km) Länge und Breite. Es umfasste also 36 Quadratmeilen (etwa 93 km²) im nordwestlichen Teil des Butler Countys. Heute heißt dieser Teil Oxford Township und untersteht einer zivilen Township-Verwaltung.
Schon am 5. Mai 1792, als der Kongress der Vereinigten Staaten den Verkauf eines Teils des Nordwestterritoriums westlich des Great Miami Rivers an John Cleves Symmes autorisierte, wurde festgelegt, dass ein Township zur Gründung einer Universität und anderer Bildungseinrichtungen zur Verfügung gestellt werden musste. Aber diese Forderung ging in den nachfolgenden Streitigkeiten um das Land, das als Symmes Purchase bezeichnet wurde, zunächst unter. Nach der Gründung des Staates Ohio wurde am 15. April 1803 die Gründung einer Universität nochmals bekräftigt. Schließlich wurde am 17. Februar 1809 eine dreiköpfige Kommission damit beauftragt, die Gründung vorzubereiten. Diese Kommission wählte das Township 5 in der 1. Range Ost, später als Oxford Township bekannt.

## Demografie
Die Bevölkerungsstruktur Oxfords ist stark von den hier lebenden Studenten der Miami University geprägt.
Nach der Volkszählung im Jahr 2000 lebten in Oxford 21.943 Menschen; es wurden 5870 Haushalte und 2066 Familien registriert. Die Bevölkerungsdichte betrug 1441 pro km². Es wurden 6134 Wohneinheiten erfasst. Ethnisch betrachtet setzte sich die Bevölkerung zusammen aus 91,20 % weißer Bevölkerung, 4,32 % Afroamerikanern, 0,17 % amerikanischen Ureinwohnern, 2,42 % Asiaten, 0,02 % Bewohnern aus dem pazifischen Inselraum und 0,48 % aus anderen ethnischen Gruppen; 1,39 % gaben die Abstammung von mehreren Ethnien an. 1,44 % der Einwohner waren spanischer oder lateinamerikanischer Abstammung.
Von den 5870 Haushalten hatten 16,5 % Kinder oder Jugendliche, die mit ihnen zusammen lebten. 26,8 % waren verheiratete, zusammenlebende Paare, 6,4 % waren allein erziehende Mütter und 64,8 % waren keine Familien. 32,0 % waren Singlehaushalte und in 5,5 % lebten Menschen im Alter von 65 Jahren oder darüber. Die durchschnittliche Haushaltsgröße betrug 2,43, die durchschnittliche Familiengröße 2,85 Personen.
Die Bevölkerung verteilte sich auf 8,3 % unter 18 Jahren, 66,8 % von 18 bis 24 Jahren, 11,7 % von 25 bis 44 Jahren, 8,4 % von 45 bis 64 Jahren und 4,8 % von 65 Jahren oder älter. Das durchschnittliche Alter (Median) betrug 21 Jahre. Auf 100 weibliche Personen kamen 87,8 männliche Personen und auf 100 Frauen im Alter von 18 Jahren oder darüber kamen 87,1 Männer.
Das jährliche Durchschnittseinkommen eines Haushalts (Median) betrug 25.164 US-$, das Durchschnittseinkommen einer Familie 52.589 $. Männer hatten ein Durchschnittseinkommen von 35.833 $, Frauen 24.637 $. Das Pro-Kopf-Einkommen betrug 12.165 $. Unter der Armutsgrenze lebten 13,4 % der Familien und 43,7 % der Einwohner, darunter 18,8 % der Einwohner unter 18 Jahren und 8,1 % der Einwohner im Alter von 65 Jahren oder älter.

## Söhne und Töchter der Stadt
- Caroline Harrison (1832–1892), Ehefrau von US-Präsident Benjamin Harrison
- Heather Lowe (* 1951), Schauspielerin